# Intel Lakefield
Intel Lakefield — архітектура процесорів компанії Intel, у якій застосовано тривимірне компонування кристалів-на-кристалі («Foveros»), а також гетерогенна композиція багатоядерного процесора.
Попередня презентація архітектури Lakefield відбулася на конференції Consumer Electronics Show у січні 2019 року, а детальніша інформація з'явилася у серпні.
Орієнтовні розміри системи на кристалі становитимуть 12 × 12 мм. Процесор матиме кілька x86-ядер двох класів швидкодії і енергоспоживання — ідея, схожа на технологію ARM big.LITTLE.

## Процесори
| Гібридні процесори     | Гібридні процесори     | Гібридні процесори     | Гібридні процесори | Гібридні процесори | Гібридні процесори | Гібридні процесори | Гібридні процесори | Гібридні процесори | Гібридні процесори | Гібридні процесори |
| Технології виробництва | Технології виробництва | Технології виробництва | Мікроархітектура   | Мікроархітектура   | Кодова назва       | Дата релізу        | Процесори / SoC    | Процесори / SoC    | Процесори / SoC    | Процесори / SoC    |
| Обчислювальний кристал | Базовий кристал        | Компонування           | Core               | Atom               | Кодова назва       | Дата релізу        | MID, смартфони     | Планшети           | Мобільні пристрої  | Сервери            |
| ---------------------- | ---------------------- | ---------------------- | ------------------ | ------------------ | ------------------ | ------------------ | ------------------ | ------------------ | ------------------ | ------------------ |
| 10 нанометрів          | 14 нм                  | 3D Foveros             | Sunny Cove         | Tremont            | Lakefield          | 2019               | Lakefield          | Lakefield          | Lakefield          | Н/Д                |